# Martin Lohse
Martin Johannes Lohse (* 26. August 1956 in Mainz) ist ein deutscher Humanmediziner mit dem Schwerpunkt Pharmakologie und Toxikologie und Herz-Kreislauf-Forschung. Von April 2016 bis Mai 2019 war er Vorstandsvorsitzender des Max-Delbrück-Centrums für Molekulare Medizin in der Helmholtz-Gemeinschaft und leitete von 2017 bis 2018 auch das Berliner Institut für Gesundheitsforschung (BIG). Von 2019 bis 2022 war er Präsident der Gesellschaft Deutscher Naturforscher und Ärzte (GDNÄ).

## Leben
Martin Lohse wurde geboren als Sohn des Theologen und späteren evangelisch-lutherischen Landesbischofs Eduard Lohse. Er studierte Humanmedizin und Philosophie in Göttingen, London und Paris und schloss das Studium 1981 mit dem medizinischen Staatsexamen ab. Ebenfalls 1981 promovierte er in Medizin mit dem Schwerpunkt Neurobiologie am Max-Planck-Institut für biophysikalische Chemie in Göttingen in der Abteilung Neurobiologie. 1988 habilitierte er sich für Pharmakologie und Toxikologie an der Universität Heidelberg, 1990 erfolgte die Anerkennung als Facharzt für Pharmakologie und Toxikologie durch die Bezirksärztekammer Nordbaden.
Von 1983 bis 1988 war Martin Lohse Wissenschaftlicher Assistent bei Ulrich Schwabe an den Pharmakologischen Instituten der Universitäten Bonn und Heidelberg, von 1988 bis 1989 Research Associate bei dem späteren Nobelpreisträger Robert Lefkowitz am Howard Hughes Medical Institute der Duke University, USA. An der Duke University wurde er 1990 Assistant Medical Research Professor. Von 1990 bis 1993 war Martin Lohse Arbeitsgruppenleiter am Laboratorium für Molekulare Biologie der Universität München und am Max-Planck-Institut für Biochemie in Martinsried. Seit 1993 ist er Professor für Pharmakologie und Toxikologie an der Universität Würzburg, 2022 wurde er pensioniert. Das 2001 dort gegründete Rudolf-Virchow-Zentrum (DFG-Forschungszentrum für experimentelle Biomedizin) wurde von ihm als Gründungssprecher bis 2016 geleitet. Er gehörte zu den Initiatoren des Studienganges Biomedizin im Jahr 2001 und zu den Gründern der Graduiertenschulen der Universität Würzburg, deren geschäftsführender Direktor er von 2003 bis 2016 war. 
Ab dem 1. Oktober 2009 war Martin Lohse im Nebenamt Vizepräsident für Forschung der Universität Würzburg; er wurde in diesem Amt 2012 bestätigt. 2015 trat er nicht mehr erneut an. Am 29. Oktober 2015 wurde er vom Kuratorium der Humboldt-Universität zu Berlin einstimmig als Kandidat für das Amt des Universitätspräsidenten nominiert. Am 8. November 2015 – die Wahl war für den 17. November geplant – zog Lohse seine Kandidatur jedoch wegen der Unterfinanzierung und der besonderen Verwaltungsstruktur der Universität zurück.
Zum April 2016 übernahm er das Amt des Vorstandsvorsitzenden des Max-Delbrück-Centrums in Berlin. Dort verantwortete er gemeinsam mit der Charité und der Freien Universität Berlin den Aufbau einer Einrichtung für die Kryo-Elektronenmikroskopie und den Bau des Isolde-Dietrich-Hauses. Er konzipierte das Zentrum für innovative Bildgebung und warb dafür die Mittel für einen Neubau ein. Zusätzlich leitete er von 2017 bis 2018 das Berliner Institut für Gesundheitsforschung (BIG), dessen Vorstand er bereits vorher nebenamtlich angehörte. Im Mai 2019 trat er vom Amt des Vorstandsvorsitzenden des MDC zurück. Von 2019 bis 2022 war er in der Nachfolge des Informatikers Wolfgang Wahlster Präsident der Gesellschaft Deutscher Naturforscher und Ärzte und verantwortete die Jubiläumstagung zum 200. Geburtstag der Gesellschaft im September 2022 in Leipzig.
Seit 2020 leitet er den Aufbau des ISAR Bioscience Instituts in München/Planegg, eines neu gegründeten Instituts zur Forschung mit iPS-Zellen, das als Inkubator für die Translation von Forschungsprojekten in die biomedizinische und biotechnologische Anwendung dienen soll.
Martin Lohse gehört seit 1996 verschiedenen Gremien der Deutschen Forschungsgemeinschaft (DFG) an, so dem Senat und Hauptausschuss (2001–2007) und dem Bewilligungsausschuss Exzellenzinitiative der DFG und des Wissenschaftsrats. Von 2001 bis zur Auflösung 2008 war er Mitglied im Nationalen Ethikrat.
Er leitete eine Reihe von wissenschaftlichen Beiräten, insbesondere die wissenschaftlichen Beiräte der Robert Bosch Stiftung und der biomedizinischen Forschungszentren Institut des Maladies Métaboliques et Cardiovasculaires (I2MC) in Toulouse und des Institut de Génomique Fonctionnelle (IGF) in Montpellier. Er ist Mitglied der Strategischen Beiräte der Universitäten von Paris (Université Paris Cité) und Leipzig.

## Werk
Martin Lohse erforscht Rezeptoren für Hormone und Neurotransmitter, die wesentliche Angriffspunkte für Arzneimittel darstellen. Sein Hauptinteresse gilt dabei den G-Protein-gekoppelte Rezeptoren (GPCR), zu denen die Rezeptoren für Adrenalin und Noradrenalin gehören. Er entdeckte die beta-Arrestine, die für die Abschaltung von Rezeptoren verantwortlich sind, indem sie sich an Rezeptoren anlagern, wenn diese aktiviert und durch G-Protein-gekoppelte Rezeptorkinasen (GRK) phosphoryliert wurden. Er entdeckte auch, dass G-Proteine durch ein spezifisches Regulatorprotein, das Phosducin, gehemmt werden.
Er fand heraus, dass bei chronischer Herzinsuffizienz GRKs im Herzen vermehrt vorkommen und die Beta-Adrenozeptoren abschalten; dies ist vermutlich ein Schutzmechanismus vor zu großer Stimulation durch Adrenalin und Noradrenalin. Der Nachweis der schädlichen Wirkung einer erhöhten Aktivität von Beta-Adrenozeptoren im Herzen stellt die Grundlage für die Behandlung durch Betablocker dar. Weiter fand seine Arbeitsgruppe heraus, dass bei einem Teil der Patienten mit chronischer Herzinsuffizienz Antikörper gegen Beta1-Adrenozeptoren vorkommen, die die Prognose der Patienten deutlich verschlechtern. Ihre Blockade durch cyclische Peptide, die aus dem Rezeptor abgeleitet sind, führten zur Gründung der Corimmun GmbH in Martinsried und wird derzeit klinisch als Therapie bei Herzinsuffizienz getestet. Weitere Arbeiten zur chronischen Herzinsuffizienz zeigten, dass dabei eine spezifische Aktivierung der ERK-Proteinkinasen (Extracellular-signal Regulated Kinase) durch Phosphorylierung der Isoformen 1 und 2 am Threonin-188 vorkommt.
Lohse ist ein Pionier der optischen Analyse von zellulären Signalprozessen. Seine Arbeitsgruppe entwickelte fluoreszierende Sensoren für Rezeptoren, G-Proteine und ihre Effektoren. Diese erlauben die mikroskopische Beobachtung, wo und wann in einer Zelle diese Signalwege angeschaltet werden. Solche Untersuchungen zeigten, wie schnell G-Protein-gekoppelte Rezeptoren aktiviert werden können; für die meisten Rezeptoren beträgt diese Zeit ca. 50 Millisekunden. Auch die nachfolgenden Schritte der Signalweiterleitung können mit diesen Methoden zeitlich und räumlich erfasst werden. Daraus ergibt sich ein Bild, wie und wo in einer Zelle die von einem Rezeptor ausgehenden Signale wirken. Jüngere Arbeiten weisen einzelne Rezeptoren auf der Zelloberfläche nach und zeigen, wie sie sich bewegen und miteinander Paare bilden und wie sie ihre Signale an die nachgeschalteten G-Proteine weitergeben. Aus diesen optischen Analysen heraus entwickelte seine Arbeitsgruppe das Konzept von Nanometer-großen unabhängigen Signaldomänen, über die einzelne Rezeptor die Funktionen von Zellen regulieren.
Lohse gehört zu den Gründern der Biotech-Firmen ProCorde, Corimmun und advanceCOR. Aus seiner Arbeitsgruppe gingen zahlreiche namhafte Pharmakologen hervor, unter anderen die Lehrstuhlinhaber Lutz Hein (Universität Freiburg), Ursula Quitterer (ETH Zürich), Moritz Bünemann (Universität Marburg), Martine Smit (VU Amsterdam), Stefan Engelhardt (TU München), Stefan Schulz (Universität Jena), Jean-Pierre Vilardaga (Harvard University und University of Pittsburgh), Lorenz Meinel (Universität Würzburg), Viacheslav Nikolaev (Universität Hamburg), Kristina Lorenz (ISAS Dortmund und Universität Essen; seit 2019 Universität Würzburg), Carsten Hoffmann (Universität Jena), Davide Calebiro (Universität Birmingham), Melanie Philipp (Universität Tübingen) und Andreas Bock (Universität Mainz).
Martin Lohse ist Mitglied mehrerer Wissenschaftsakademien. Am 2. Oktober 2009 wurde er als Nachfolger des Nobelpreisträgers Harald zur Hausen zum Vizepräsidenten der Leopoldina gewählt. In dieser Funktion war er für verschiedene Stellungnahmen verantwortlich; im Frühjahr 2019 entstand unter seiner Leitung die Ad-hoc-Stellungnahme Saubere Luft. Stickstoffoxide und Feinstaub in der Atemluft: Grundlagen und Empfehlungen. Die Stellungnahme riet von kleinräumigen Maßnahmen wie lokalen Fahrverboten ab und empfahl, sich vor allem auf Einsparungen von Kohlendioxid und in zweiter Linie Feinstaub zu konzentrieren; sie wurde von allen Seiten begrüßt und führte zu einer Befriedung der Diesel-Debatte. Lohse wirkte auch an der Stellungnahme Klimaziele 2030 mit und brachte sich in die öffentliche Debatte zur Klimapolitik ein.
Als Präsident der GDNÄ koordinierte er Anfang April 2020 zusammen mit Clemens Fuest vom ifo Institut ein Positionspapier von 14 Experten zur Strategie in der Corona-Krise: Die Bekämpfung der Coronavirus-Pandemie tragfähig gestalten. Diese Stellungnahme empfiehlt eine sorgfältige Vorbereitung (Schutzausrüstung, Tests, Ausweitung der Kapazitäten in der Intensivmedizin) und anschließend eine stufenweise Öffnung des gesellschaftlichen Lebens, weil die Auseinandersetzung mit dem Sars-CoV-2 lange dauern werde, bis in der Bevölkerung eine ausreichende Immunität erreicht werde. Dieses Positionspapier, mit dem eine Verbindung zwischen gesundheitlichem Schutz und vorsichtiger Wiederaufnahme des gesellschaftlichen Lebens gesucht wird, wurde öffentlich breit diskutiert, konnte sich aber gegenüber der restriktiveren Linie der Leopoldina nicht durchsetzen.

## Ehrungen und Auszeichnungen
- 1986 – Fritz-Külz-Preis
- 1987 – Claudius-Galenus-Preis (heute: Galenus-von-Pergamon-Preis)
- 1990 – Gerhard-Hess-Preis der Deutschen Forschungsgemeinschaft
- 1991 – Forschungspreis des deutschen Bundesgesundheitsministeriums
- 1996 – Preis der Vaillant-Stiftung
- 1999 – Leibniz-Preis
- 2000 – Ernst-Jung-Preis für Medizin
- 2002 - Bundesverdienstkreuz 1. Klasse
- 2005 – PR-Report Award (für die Kinderlabore am Rudolf-Virchow-Zentrum)
- 2006 – Bayerischen Verdienstorden
- 2007 – Research Achievement Award der ISHR für hervorragende Leistungen im Bereich der kardiovaskulären Forschung
- 2009 – Ariens Award der niederländischen Gesellschaft für Pharmakologie
- 2010 – Jacob-Henle-Medaille
- 2012
  - Svedberg-Lecturship der Universität Uppsala
  - Professorship der Vallee Foundation, Harvard Medical School
- 2016 – Poulsson Award[39]
- 2017 – Guestprofessorship an der Stanford University
- 2018 – Honorarprofessur Freie Universität Berlin[40]
- 2022
  - Ehrendoktor DSc Universität Glasgow[41]
  - Seniorprofessur Universität Leipzig[42]
- 2023
  - Ehrenprofessur Technische Universität München (TUM)[43]
- 2024
  - Stanford Science Visiting Professor, Department of Molecular and Cellular Physiology, Stanford University[44]
  - Ehrenbürger Universität Würzburg[45]

## Mitgliedschaften
- seit 1998 ordentliches Mitglied der Bayerischen Akademie der Wissenschaften,[46]
- seit 2000 Mitglied der Deutschen Akademie der Naturforscher Leopoldina,[47]
- seit 2004 Mitglied der Nordrhein-Westfälischen Akademie der Wissenschaften und der Künste,
- seit 2013 Mitglied der Academia Europaea und
- seit 2018 Mitglied der Berlin-Brandenburgischen Akademie der Wissenschaften.

## Ausgewählte Publikationen
- mit M. Philipp, M. E. Brede, K. Hadamek, M. Gessler und L. Hein: Placental alpha2-adrenoceptors control vascular development at the interface between mother and embryo. In: Nature Genetics. 31, 2002, S. 311–315.
- mit E. Schmid, S. Neef, C. Berlin, A. Tomasovic, K. Kahlert, P. Nordbeck, K. Deiss, S. Denzinger, S. Herrmann, E. Wettwer, M. Weidendorfer, D. Becker, F. Schäfer, N. Wagner, S. Ergün, J. P. Schmitt, H. A. Katus, F. Weidemann, U. Ravens, C. Maack, L. Hein, G. Ertl, O. J. Müller, L. S. Maier und K. Lorenz: Cardiac RKIP induces a beneficial β-adrenoceptor-dependent positive inotropy. In: Nature Medicine. 21, 2015, S. 1298–1306.
- mit S. Nuber, U. Zabel, K. Lorenz, A. Nuber, G. Milligan, A. B. Tobin und C. Hoffmann: β-Arrestin biosensors reveal a rapid, receptor-dependent activation/deactivation cycle. In: Nature. 531, 2016, S. 661–664.
- mit C. Hoffmann:  Arrestin interactions with G protein-coupled receptors. In: Handb. Exp. Pharmacol. 219, 2014, S. 15–56.
- Ophthalmika. In: U. Schwabe, D. Paffrath (Hrsg.): Arzneiverordnungsreport 2018. Springer Verlag, Heidelberg 2018.
- mit Bruno Müller-Oerlinghausen: Hypnotika und Sedativa. In: U. Schwabe, D. Paffrath (Hrsg.): Arzneiverordnungsreport 2018. Springer Verlag, Heidelberg 2018.
- mit Bruno Müller-Oerlinghausen: Psychopharmaka. In: U. Schwabe, D. Paffrath (Hrsg.): Arzneiverordnungsreport 2018. Springer Heidelberg 2018.
- Hrsg. Wenn der Funke überspringt: 200 Jahre Gesellschaft Deutscher Naturforscher und Ärzte. Passage-Verlag, Leipzig 2022.